# تپه عبدالرب‌آباد ۲
تپه عبدالرب آباد ۲ مربوط به اوایل دوران‌های تاریخی پس از اسلام است و در شهرستان بوئین‌زهرا، روستای عبدالرب آباد واقع شده و این اثر در تاریخ ۱۰ مهر ۱۳۸۰ با شمارهٔ ثبت ۳۹۳۵ به‌عنوان یکی از آثار ملی ایران به ثبت رسیده است.